# Pfarrkirche Helfenberg

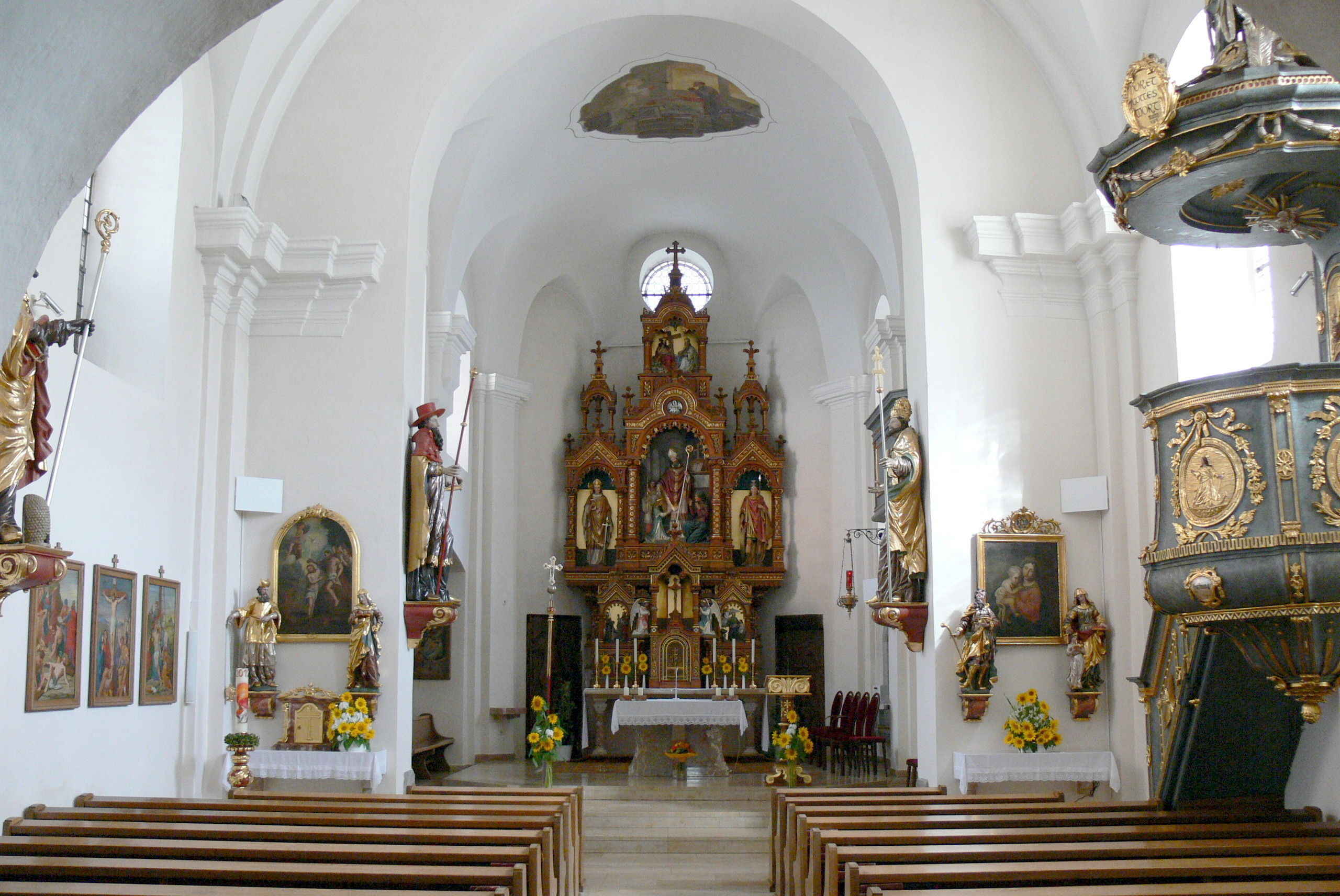
Langhaus mit Chor und Hochaltar

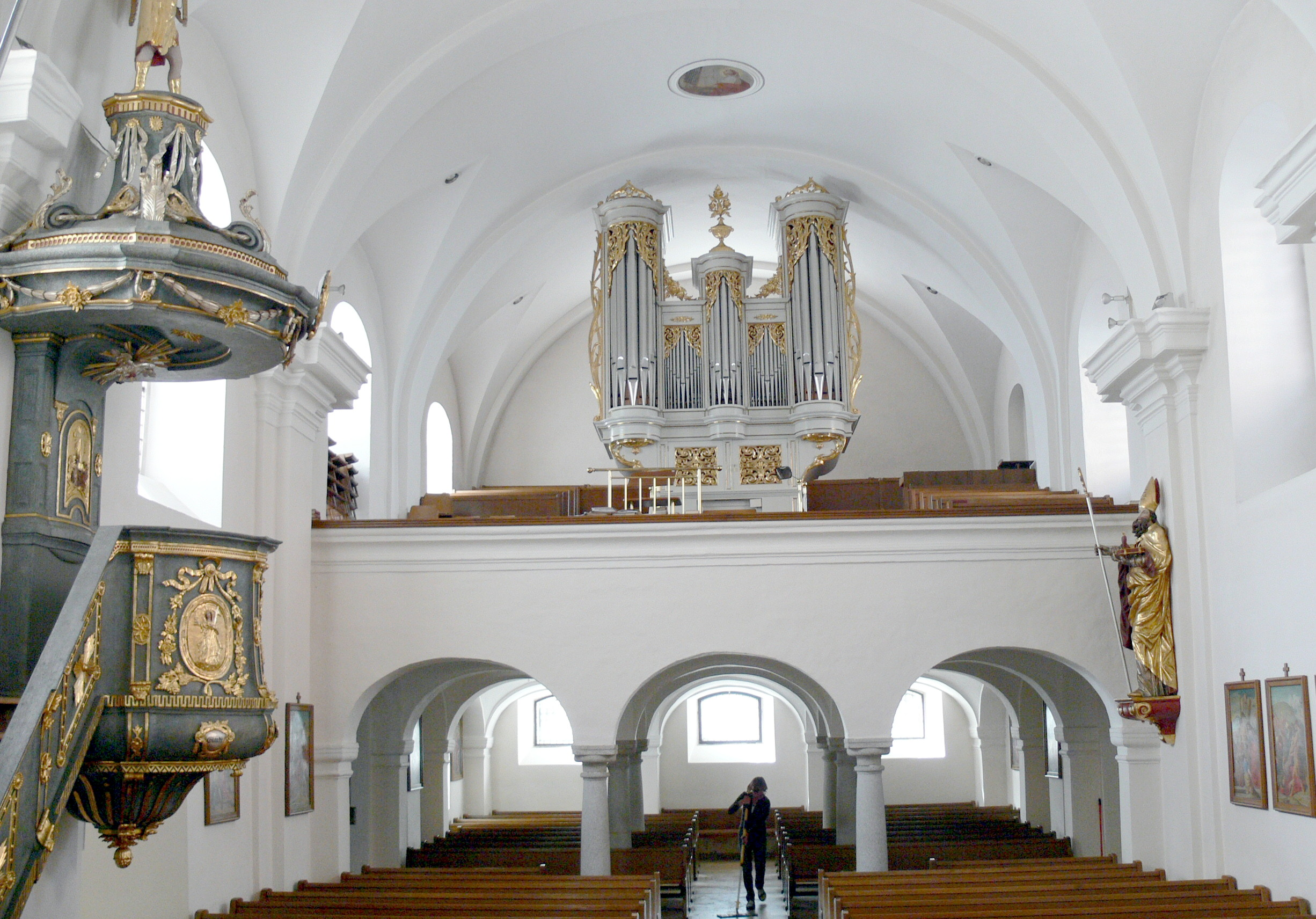
Leuteempore mit Orgel (1990)

Die Pfarrkirche Helfenberg steht am Fuß der steil ansteigenden Schlossstraße in der Gemeinde Helfenberg im Bezirk Rohrbach in Oberösterreich. Die auf den heiligen Erhard von Regensburg geweihte römisch-katholische Pfarrkirche gehört zum Dekanat St. Johann am Wimberg in der Diözese Linz. Die Kirche steht unter Denkmalschutz (Listeneintrag).

## Geschichte
Urkundlich wurde 1224 eine Kirche genannt. 1617 urkundlich mit St. Stefan am Walde vereinigt, wurde die Pfarre 1633 wieder eigenständig. Bis 1682 stand die Pfarre im Besitz vom Stift Sankt Florian und ging wohl anschließend an das Bistum Passau bis 1791. Der Umbau der Kirche erfolgte von 1712 bis 1716 mit Johann Michael Prunner. 1715 lieferte Johann Ignaz Egedacher eine neue Orgel, die ohne die Transportkosten aus Passau 200 Gulden gekostet hatte. 1956 wurden von der Glocken- und Metallgießerei in St. Florian vier neue Glocken für die Pfarrkirche gekauft. Der nördliche Anbau entstand von 1976 bis 1980, zeitgleich war eine Restaurierung. Im Zuge dieser Arbeiten wurden der Turm mit Kupferblech eingedeckt, das Turmkreuz vergoldet und ein elektrisches Uhrwerk installiert. Im Jahr 1990 wurde durch die Oberösterreichische Orgelbauanstalt Kögler GmbH und Bernhardt Edskes eine neue Orgel geschaffen, die 15 Register umfasst.

## Architektur
Vom spätgotischen Kirchenbau um 1500 sind die Langhaus- und Chormauern sowie das Untergeschoß des Südturmes erhalten.

## Ausstattung
Von der ehemaligen neobyzantinischen Altarausstattung ist nur der 1906/1909 von Simon Raweder gebaute Hochaltar erhalten, dieser wurde 1998 restauriert. Anstelle von Seitenaltären sind seit 1965 Gemälde und Statuen der einstigen Barockausstattung angebracht. An den Wänden befinden sich weitere ehemalige Altarskulpturen, die urkundlich 1714 von Philipp Rambler geliefert wurden und die vier lateinischen Kirchenväter darstellen: Gregor der Große, Hieronymus als Kardinal und die Bischöfe Augustinus von Hippo und Ambrosius von Mailand.
Die Kanzel aus der Zeit des Josephinismus (um 1770/80) trägt allegorische Darstellungen der drei göttlichen Tugenden Glaube, Hoffnung und Liebe.

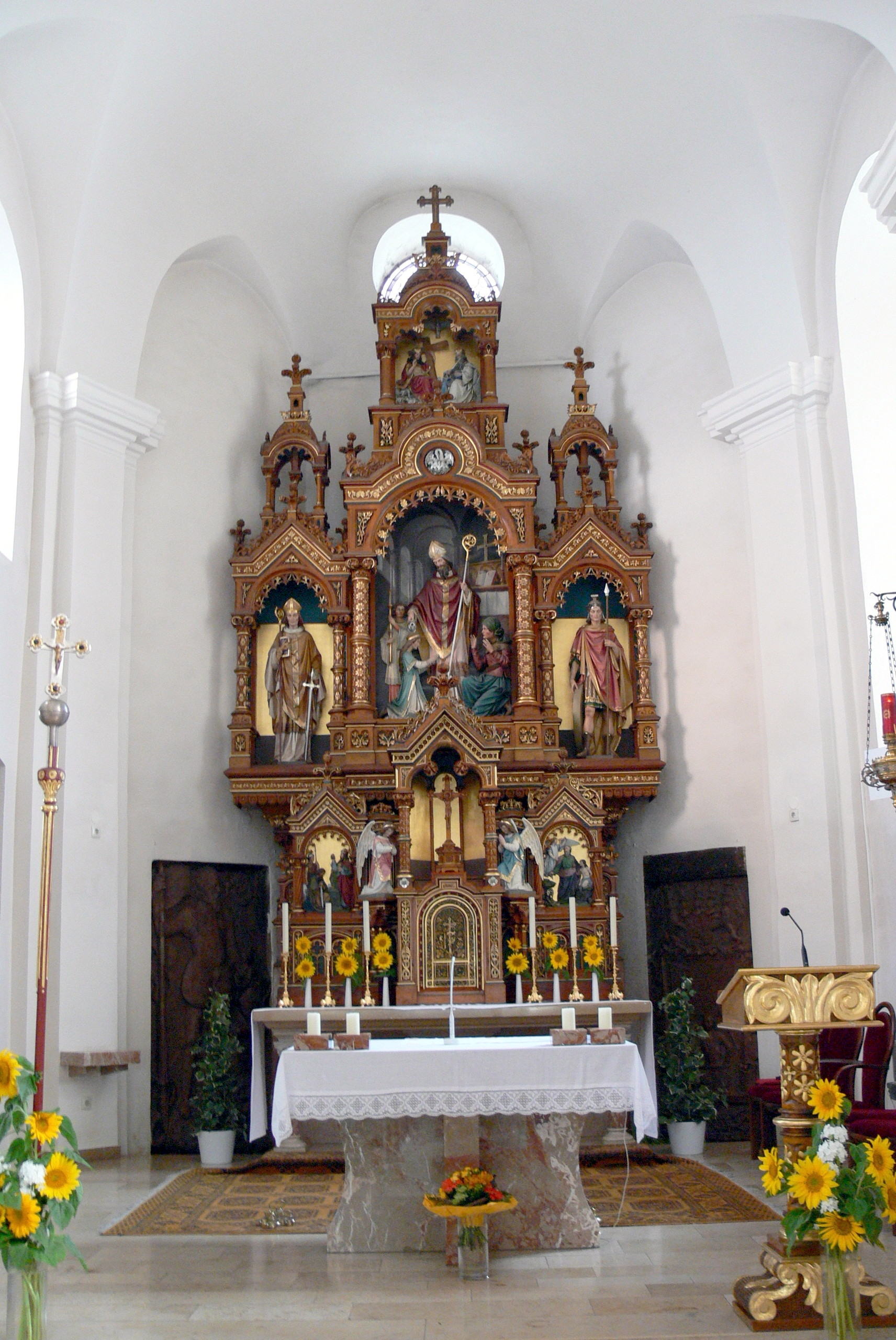
Neobyzantinischer Hochaltar
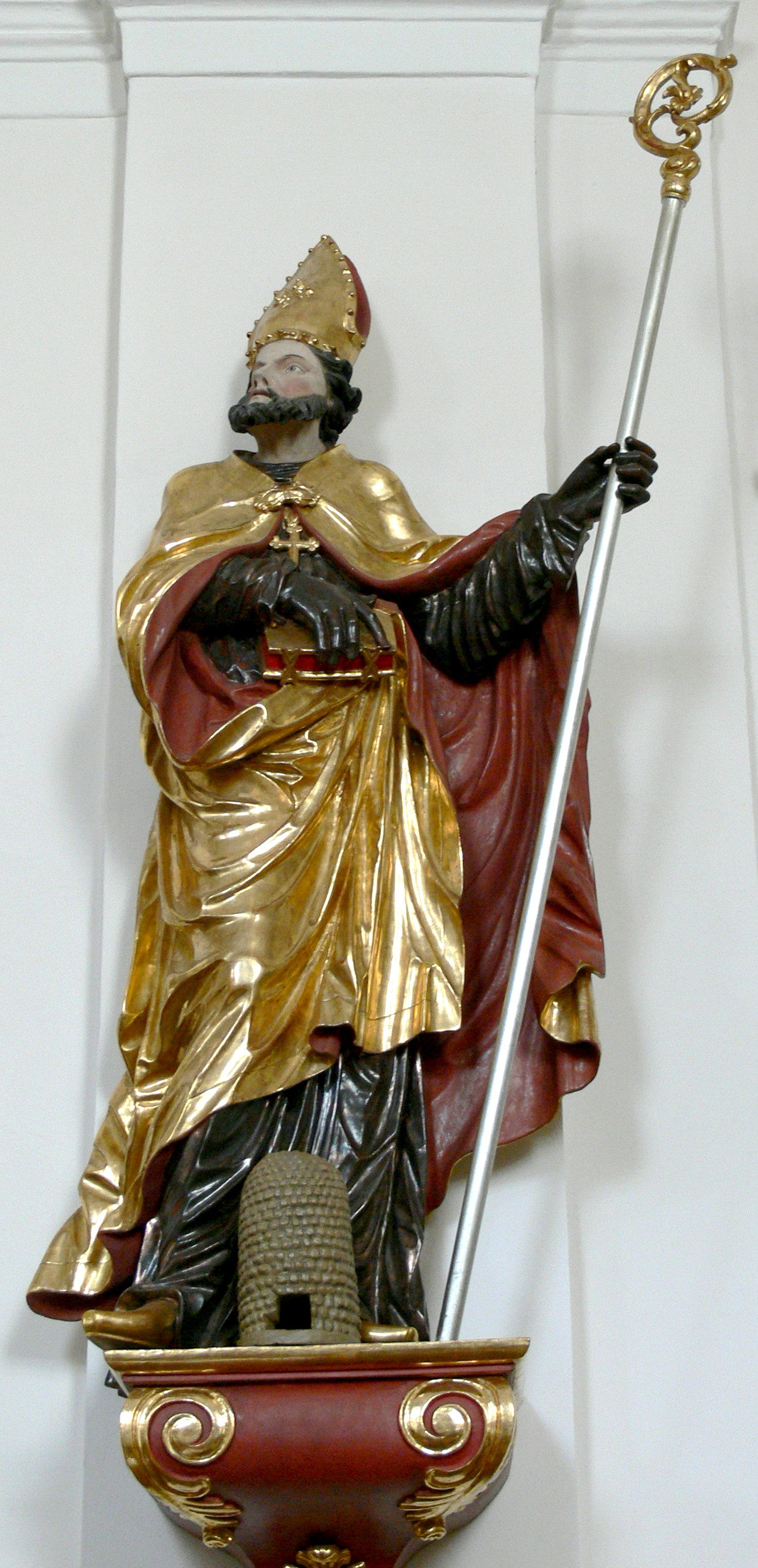
hl. Ambrosius (1714)
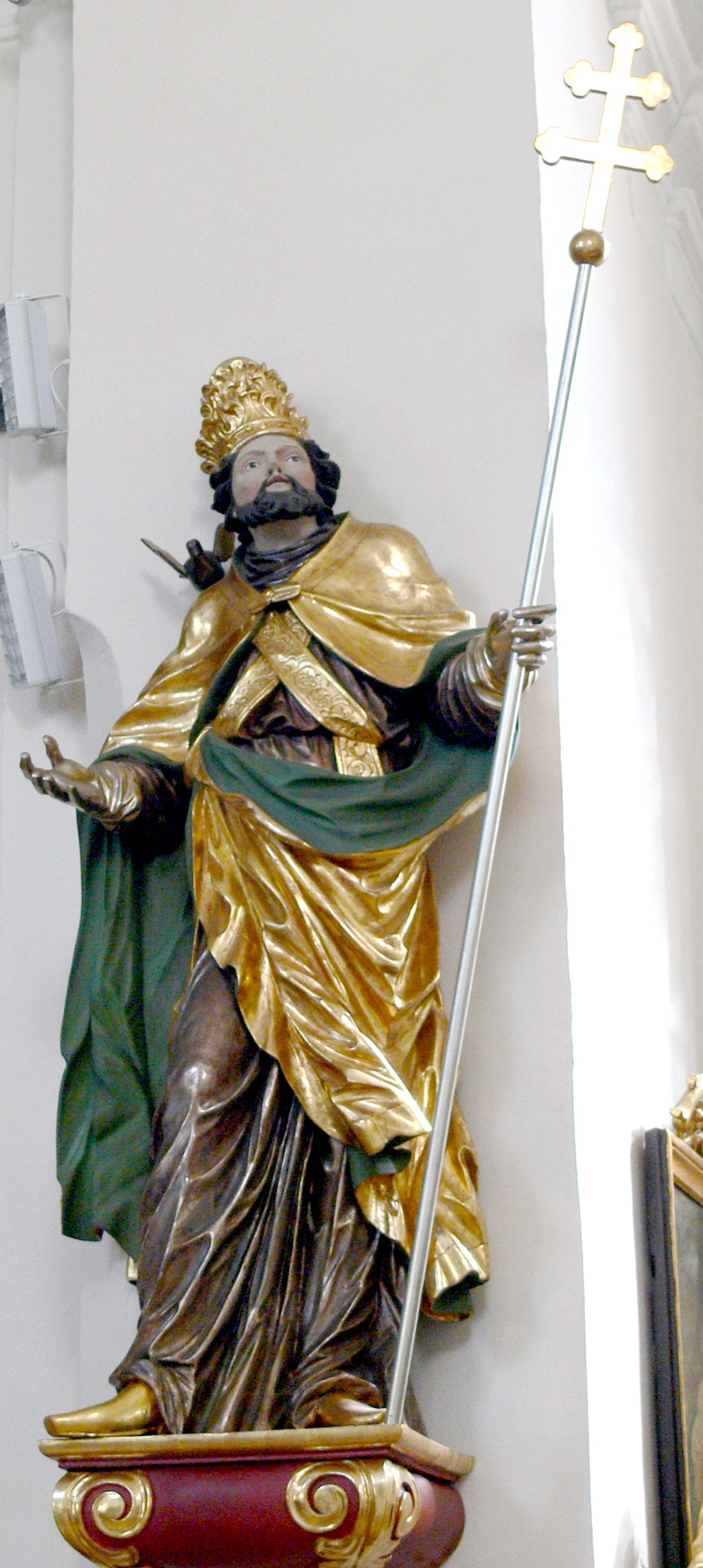
hl. Gregor (1714)
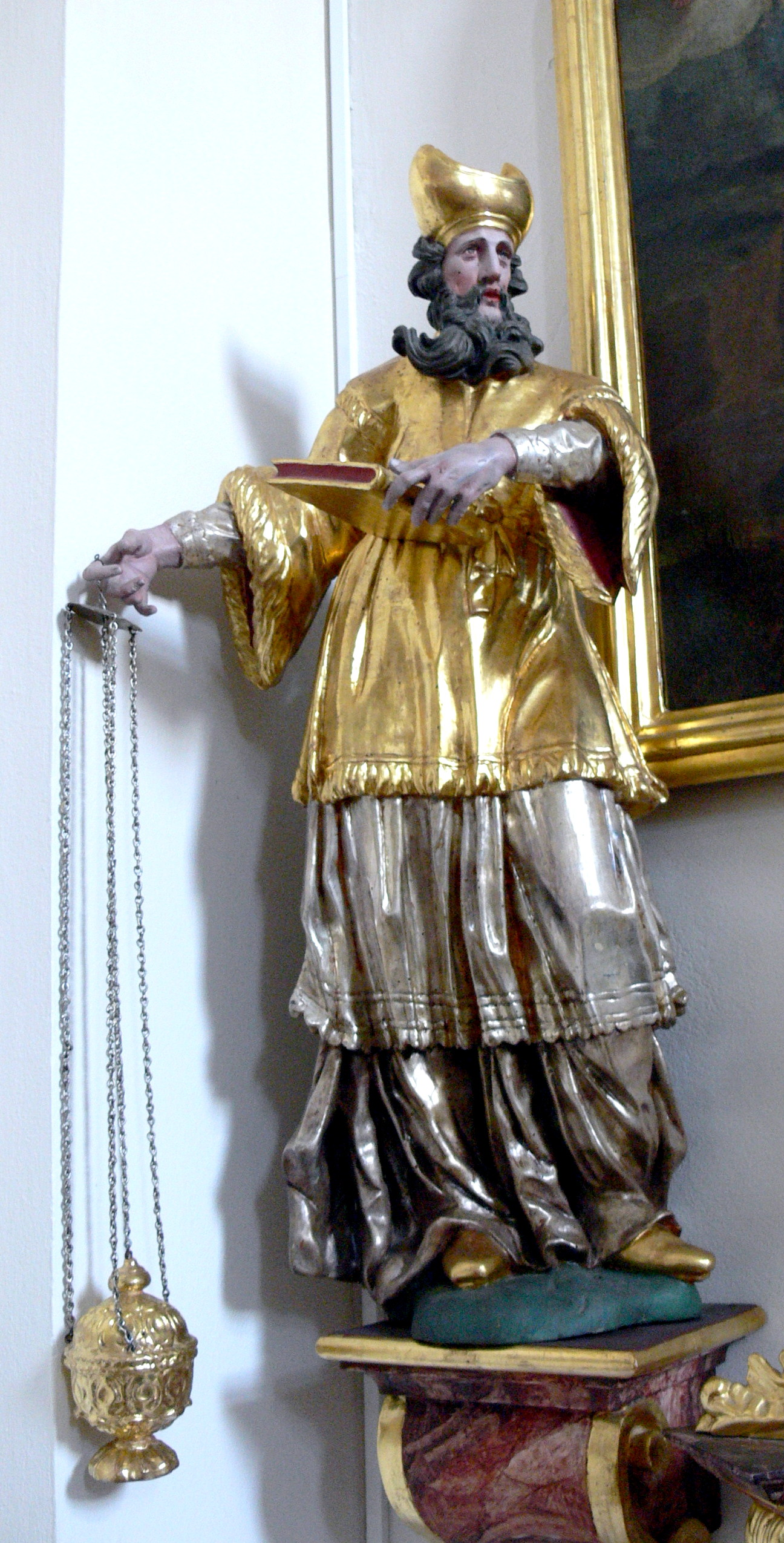
hl. Zacharias
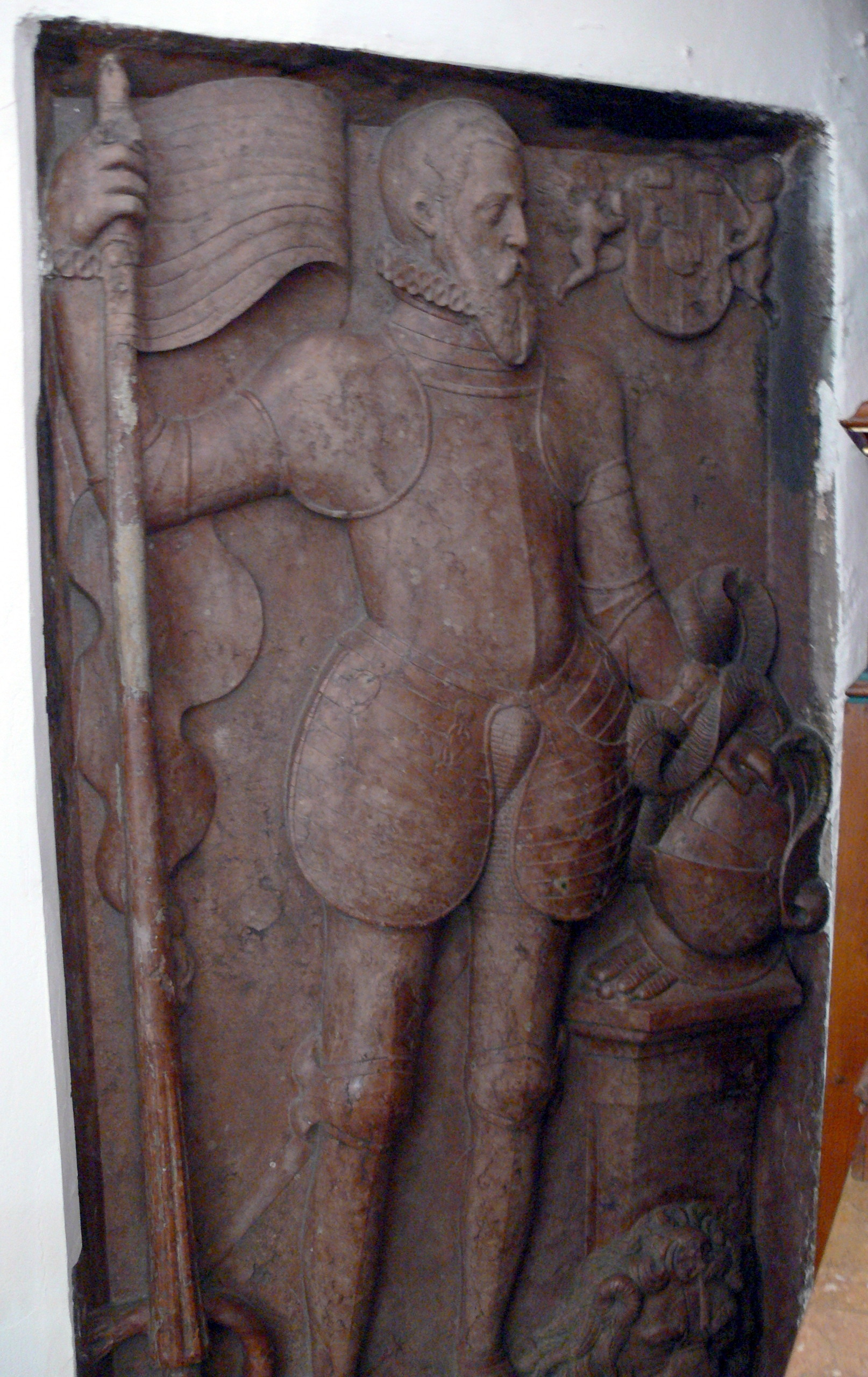
Epitaph, Hans Christoph von Oedt († 1630)

## Glocken
Bis zum Ersten Weltkrieg besaß die Pfarrkirche Helfenberg ein vierstimmiges Geläute mit der großen Elferglocke von Melchior Schorer 1706, der Zwölferglocke aus dem Jahr 1500, der Sterbeglocke von Johann Hollederer 1835 und der Wandlungsglocke von Carl Poz 1771. Mit Ausnahme der gotischen Zwölferglocke wurden alle Stücke für die Kriegsindustrie eingezogen. 1925 wurde das Geläute durch drei neue Glocken der Wiener Glockengießerei Karl Kutter wieder vervollständigt, welche aber im Zweiten Weltkrieg erneut verlorengingen. Die jetzigen Glocken wurden 1956 in St. Florian gegossen. Im Zuge dieser Anschaffung kam die alte Marienglocke in die Waldkapelle Maria Rast, wo sie sich bis heute gemeinsam mit einer zweiten Glocke befindet.
| Nr. | Bezeichnung | Gussjahr | Gießerei und Gussort                                         | Durchmesser | Masse  | Nominal | Bild                                                                        |       |
| --- | ----------- | -------- | ------------------------------------------------------------ | ----------- | ------ | ------- | --------------------------------------------------------------------------- | ----- |
| 1   | Erhard      | 1956     | Oberösterreichische Glocken- und Metallgießerei, St. Florian | 980 mm      | 480 kg | gis1    | Die Erhardiglocke der Pfarrkirche St. Erhard in Helfenberg, OÖ.             |       |
| 2   | Maria       | 1956     | Oberösterreichische Glocken- und Metallgießerei, St. Florian | 830 mm      | 319 kg | h1      | Die Marienglocke der Pfarrkirche St. Erhard in Helfenberg, OÖ.              |       |
| 3   | Florian     | 1956     | Oberösterreichische Glocken- und Metallgießerei, St. Florian | 730 mm      | 203 kg | cis2    | Die Floriani-Glocke der Pfarrkirche St. Erhard in Helfenberg, OÖ.           |       |
| 4   | Josef       | 1956     | Oberösterreichische Glocken- und Metallgießerei, St. Florian | 620 mm      | 128 kg | e2      | Die Josefs- bzw. Sterbeglocke der Pfarrkirche St. Erhard in Helfenberg, OÖ. | [ 5 ] |